# Elodie Rubaud
Elodie Rubaud (ur. 1 grudnia 1985 w Chambery) – francuska wioślarka.

## Osiągnięcia
- Mistrzostwa Świata – Eton 2006 – ósemka – 10. miejsce[1].
- Mistrzostwa Europy – Poznań 2007 – dwójka bez sternika – 4. miejsce[1].